# Effetto Peltier
L'effetto Peltier è il fenomeno termoelettrico per cui una corrente elettrica che scorre tra due metalli o semiconduttori differenti posti in contatto (giunzione Peltier) produce un trasferimento di calore. È l'opposto dell'Effetto Seebeck.
A seconda della direzione della corrente, la giunzione emette o assorbe calore, permettendo di realizzare un dispositivo riscaldante o raffreddante (cella di Peltier). In questo, l'effetto Peltier è diverso dall'effetto Joule, che produce un riscaldamento indipendentemente dalla direzione della corrente.

## Il fenomeno

Schema di un dispositivo Peltier: la corrente I scorre nei conduttori A e B, connessi alle giunzioni T1 e T2.

L'effetto Peltier è l'opposto dell'effetto Seebeck, e fu scoperto da Jean Peltier nel 1834.
Quando una corrente I viene fatta scorrere nel circuito in figura, una quantità di calore è assorbita dalla giunzione T1 ed emessa dalla giunzione T2.
La quantità di calore assorbita da T1 per unità di tempo è:
{\displaystyle {\dot {Q}}=\Pi _{AB}I=\left(\Pi _{B}-\Pi _{A}\right)I}
dove ΠAB è il coefficiente di Peltier  della termocoppia, mentre ΠA e ΠB sono i coefficienti dei singoli materiali. I semiconduttori di tipo p hanno di solito coefficiente di Peltier positivo, e quelli di tipo n negativo.
Il fenomeno è l'effetto del ritorno all'equilibrio degli elettroni che assorbono energia da un contatto e la cedono nell'altro.